# 杨赟家族墓地
杨赟家族墓地位于中国河北省蔚县麦子町，第七批全国重点文物保护单位。曾以杨贇碑为名登记为第二批河北省文物保护单位。